# Élections américaines de la Chambre des représentants de 2012
En 2012, les élections à la Chambre des représentants des États-Unis ont eu lieu le 6 novembre. 435 sièges devaient être renouvelés. Le mandat des représentants étant de deux ans, ceux qui ont été élus à l'occasion de cette élection siégeront dans le 113e congrès du 3 janvier 2013 au 3 janvier 2015.

## Cadre institutionnel et mode de scrutin
Un nombre de sièges est attribué à chaque État en fonction de sa population, telle qu’elle est établie par le recensement décennal. Un État doit cependant avoir au moins un représentant. Le nombre total de sièges est de 435, et ce depuis 1963. À ces 435 membres ayant le droit de vote, il faut ajouter cinq membres sans droit de vote représentant le district de Colombia, les Samoa américaines, Guam, les Îles Mariannes du Nord et les Îles Vierges des États-Unis. Enfin, Porto Rico élit un Resident Commissionner, ne possédant pas non plus le droit de vote.
Les États sont divisés en autant de circonscriptions qu’ils ont de sièges, chaque circonscription élisant donc un représentant. Les États révisent généralement leur découpage électoral après chaque recensement décennal, puisque ce découpage doit refléter approximativement la répartition de la population.
Pour être éligible au poste de représentant, un individu doit avoir au moins 25 ans, être citoyen américain depuis au moins 7 ans et être un habitant de l’État (mais pas forcément de la circonscription) qu’il souhaite représenter.
Les élections législatives se déroulent tous les deux ans, les années paires, en novembre.
Depuis 1967, le scrutin proportionnel est interdit[réf. nécessaire] ce qui interdit d'essayer autre chose que le scrutin uninominal à un tour. Seuls les États de Louisiane, de Washington, et depuis 2012 de Californie utilisent des systèmes proches d’un scrutin uninominal à deux tours.
Les sièges qui deviennent vacants durant une législature sont renouvelés grâce à des élections partielles, sauf si la vacance intervient à une date trop proche des prochaines élections.
Le mandat des représentants est de 2 ans, de même que celui des membres sans droit de vote. Seul le Resident Commissioner de Porto Rico est élu pour un mandat de 4 ans.

## Résultats
| Partis | Partis            | Sièges | Sièges | Sièges        | Sièges      | Voix | Voix |
| Partis | Partis            | 2010   | 2012   | +/-           | Voix        | %    | +/-  |
| ------ | ----------------- | ------ | ------ | ------------- | ----------- | ---- | ---- |
|        | Parti démocrate   | 193    | 201    | 8             | 59 645 531  | 49,0 | 3,9  |
|        | Parti républicain | 242    | 234    | 8             | 58 228 253  | 48,2 | 4,1  |
|        | Indépendants      | 0      | 0      | en stagnation | 486 887     | 1,1  | -    |
|        | Autres partis     | 0      | 0      | en stagnation | 3 985 349   | 1,7  | -    |
| Total  | Total             | 435    | 435    | 0             | 122 346 020 | 100  | -    |